# Чакри Нарубет (авианосец)
«Чакри Нарубет» (тайск. จักรีนฤเบศร — «династия Чакри») — лёгкий авианосец ВМС Таиланда. Является самым малым среди современных авианосцев.

## Строительство
Был построен в 1994—1997 годах испанской фирмой «Басан» и по конструкции схож с авианосцем «Принсипе де Астуриас», построенном ранее этой же фирмой для ВМС Испании.

## Служба
Используется для патрулирования исключительной экономической зоны и поисково-спасательных операций. Также в число его задач входит обеспечение воздушной поддержки, но в целом боеспособность корабля оценивается как низкая из-за недостатка финансирования и редких выходов в море.
По состоянию на 2009 год, «Чакри Нарубет» остаётся на вооружении КВМС Таиланда, однако большую часть времени корабль неактивен.
Базируется в глубоководном порту Чак Самет где служит базой для патрульных вертолетов.

### Модернизация
В апреле 2012 года шведская компания Saab получила заказ ВМС Таиланда на модернизацию системы управления и контроля авианосца. Стоимость контракта составляет $26,7 млн.
Во время модернизации авианосец получил новейшую систему управления 9LV Mk4. Также Saab оснастили корабль новыми системами передачи данных для обеспечения взаимодействия с истребителями «Грипен» и самолётами дальнего радиолокационного обнаружения и управления Saab 340 Erieye, стоящими на вооружении Таиланда. Модернизация авианосца завершилась в 2015 году.

## Интересные факты
- На авианосец можно попасть в качестве посетителя только гражданам Таиланда, в любой день с 8.00 до 16.00 (выходной — среда, в этот день вход на корабль до полудня закрыт), вход свободный. Иностранным гражданам вход запрещен.
- По мнению СМИ как Таиланда, так и многих других стран, «Чакри Нарубет» можно считать самой большой в мире королевской яхтой, поскольку во время кратковременных выходов в море на корабле, как правило, присутствуют члены королевской семьи, для размещения которой на авианосце предусмотрены обширные апартаменты[2][3].

## Галерея

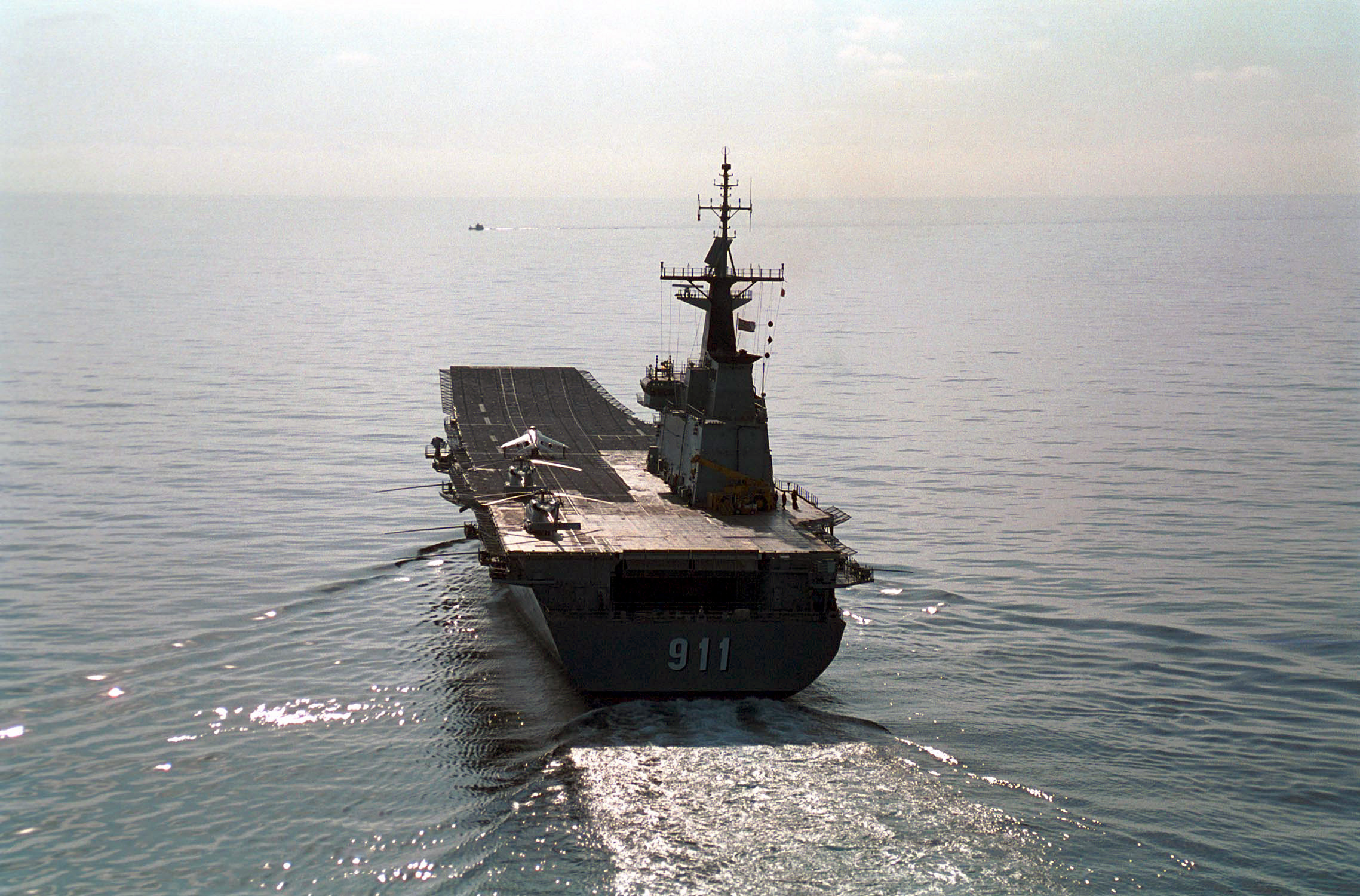
Авианосец в 2001 году
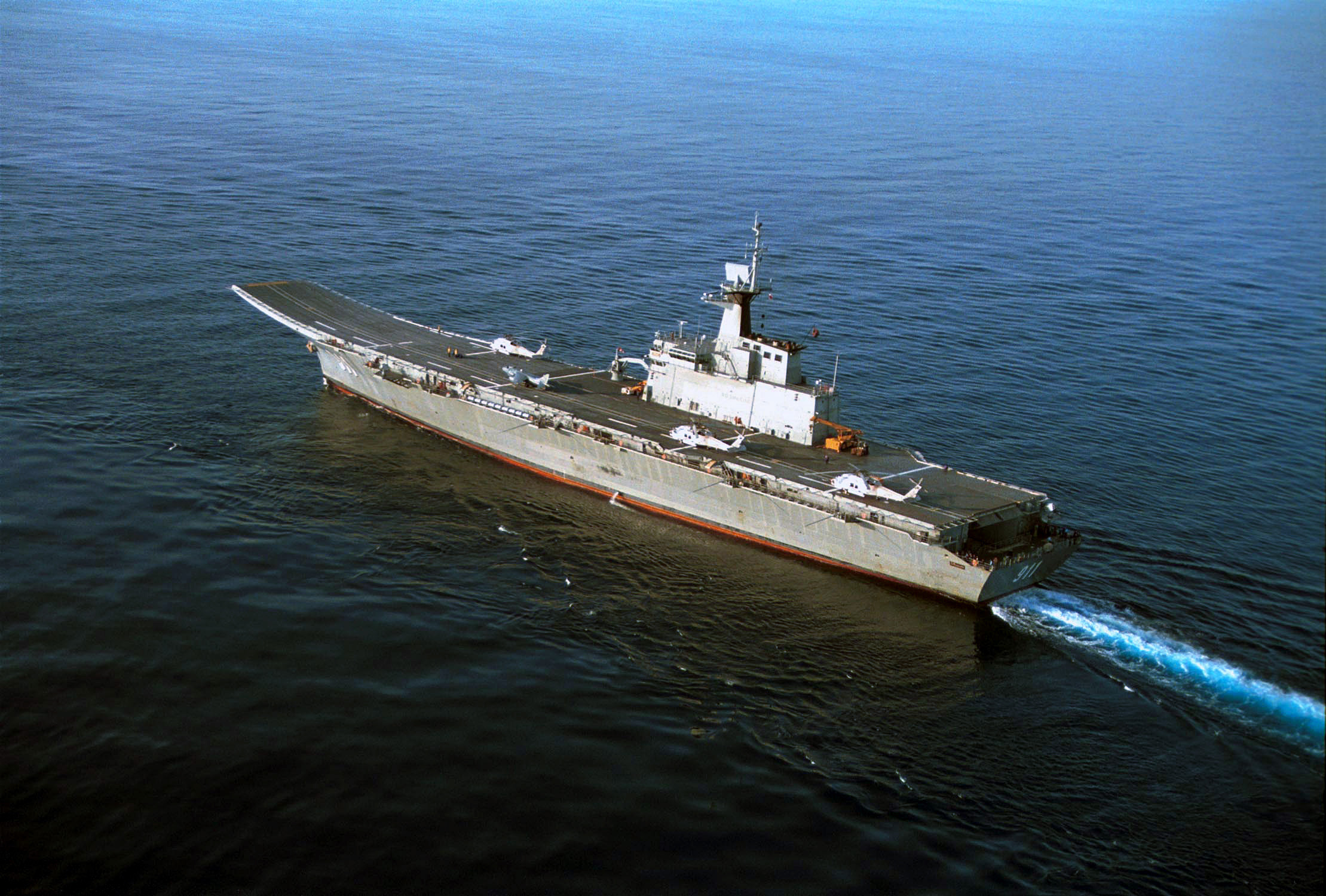
«Чакри Нарубет» с вертолета.
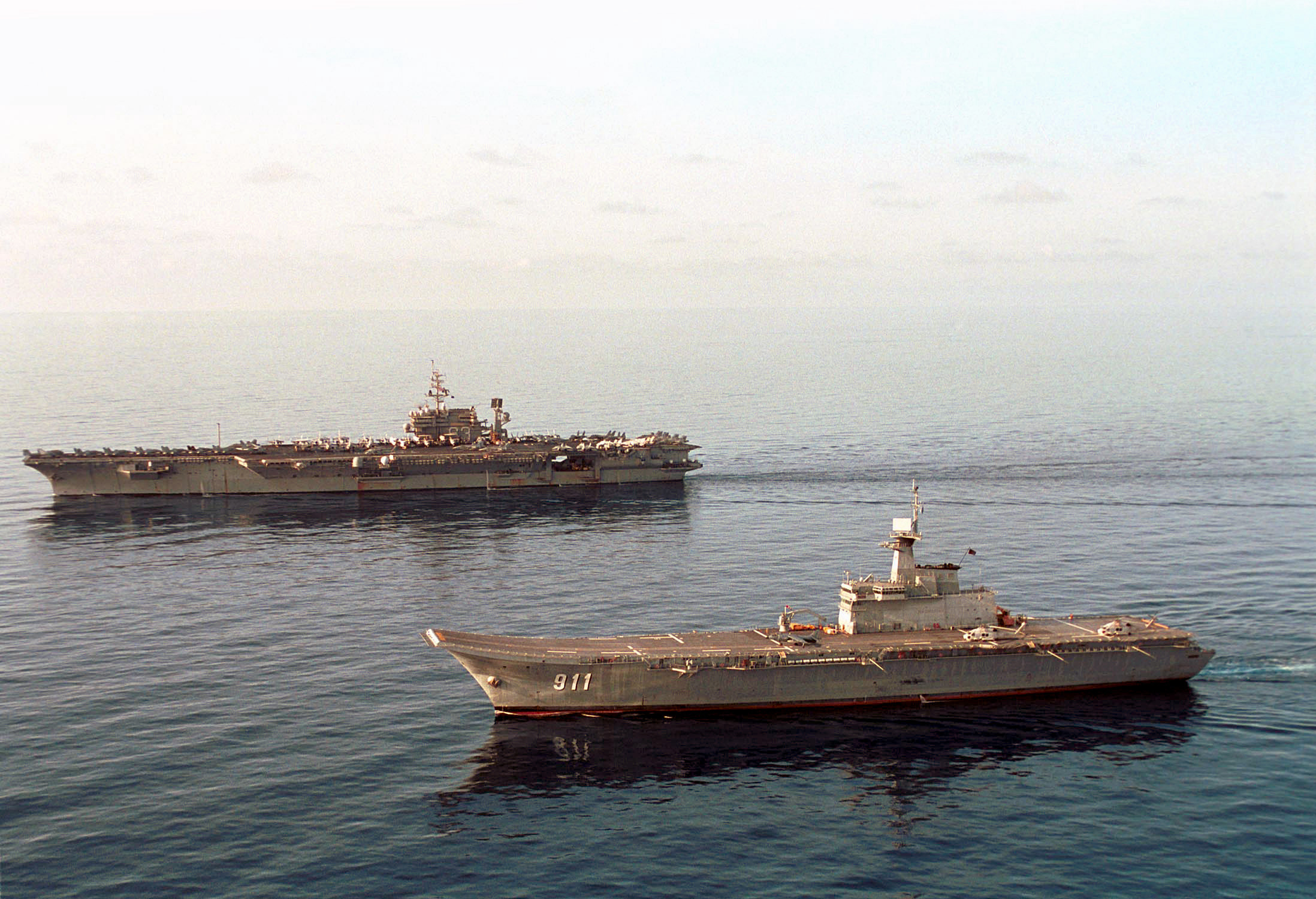
«Чакри Нарубет» и ударный авианосец США «Китти Хок».
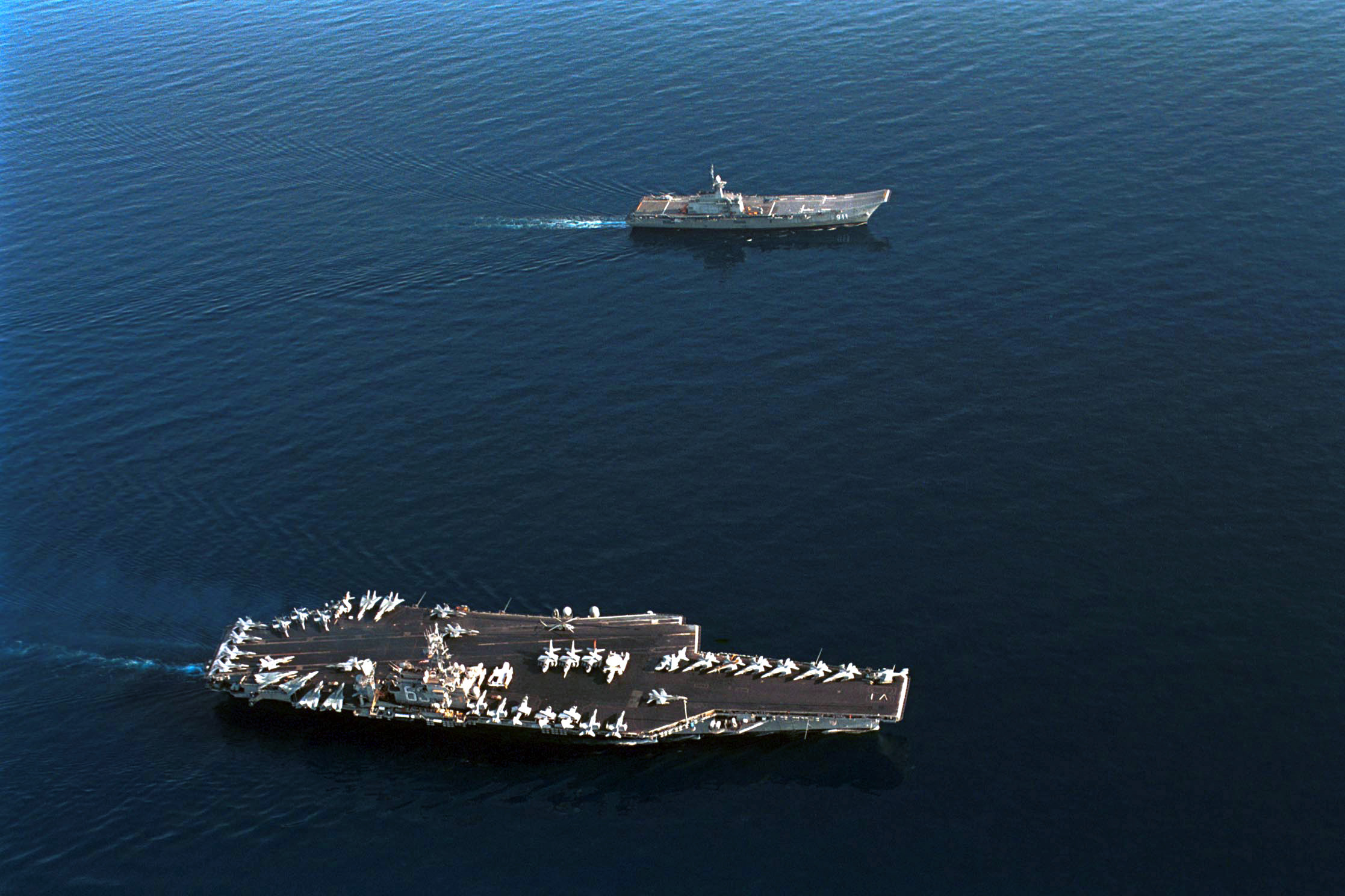
«Чакри Нарубет» и ударный авианосец США «Китти Хок».